# Dave Watts
Dave Watts, född 26 augusti 1951, är en brittisk parlamentsledamot för Labour. Han representerar valkretsen St. Helens North.